# José Luis Díaz (futbolista)
José Luis Díaz Sulca (Buenos Aires, Argentina, 28 de julio de 1974) es un exfutbolista argentino. Jugaba de mediocampista y su último club fue Sacachispas.

## Trayectoria
Iniciada su carrera profesional en el Deportivo Laferrere de Argentina, hizo la mayor parte de su carrera en Chile. En 1996 llegó a Provincial Osorno, para en 1999 pasar a Audax Italiano. El año 2000 llega a Unión Española, para la temporada siguiente jugar en Universidad Católica. En 2002 llega a Cobreloa, donde obtuvo sus mayores éxitos en su carrera profesional, obteniendo 3 campeonatos nacionales. 
En 2008 llega a la Universidad San Martín donde se convierte en goleador de su equipo y logra el título nacional. Consigue clasificar a la Copa Libertadores 2009 donde le anota un gol a River Plate en la victoria de los santos por 2-1, llega hasta octavos de final donde es eliminado por Gremio. Para 2010, regreso a Deportivo Lafarrere. 
En 2012 regresó a Cobreloa para apoyar con su experiencia en la disputa del torneo nacional, la Copa Chile y la Copa Sudamericana. El gol número 100 lo marcó el 15 de agosto de 2012 en el Estadio Municipal de Calama contra San Marcos de Arica por la Copa Chile. Actualmente está retirado

## Clubes

### Como profesional
| Club                    | País      | Año       |
| ----------------------- | --------- | --------- |
| Mandiyú                 | Argentina | 1994-1995 |
| Provincial Osorno       | Chile     | 1996-1998 |
| Audax Italiano          | Chile     | 1999      |
| Unión Española          | Chile     | 2000      |
| Universidad Católica    | Chile     | 2001      |
| Cobreloa                | Chile     | 2002-2007 |
| → Tianjin Teda (cedido) | China     | 2004      |
| Universidad San Martín  | Perú      | 2008-2009 |
| Deportivo Laferrere     | Argentina | 2010-2011 |
| Cobreloa                | Chile     | 2012      |
| Liniers                 | Argentina | 2014      |
| Sacachispas             | Argentina | 2015      |

## Palmarés
| Título           | Club                   | País  | Año    |
| ---------------- | ---------------------- | ----- | ------ |
| Primera División | Cobreloa               | Chile | 2003-A |
| Primera División | Cobreloa               | Chile | 2003-C |
| Primera División | Cobreloa               | Chile | 2004-C |
| Primera División | Universidad San Martín | Perú  | 2008-C |
| Primera División | Universidad San Martín | Perú  | 2008   |